# Olympische Geschichte Ungarns
Ungarn (bzw. bis 1918 Länder der Ungarischen Krone, 1920 bis 1946 Königreich Ungarn und von 1949 bis 1989 Volksrepublik Ungarn) war von 1896 bis 1912, 1924 bis 1980 und seit 1988 bei Olympischen Sommerspielen vertreten. An Olympischen Winterspielen nimmt Ungarn seit 1924 teil. Das Nationale Olympische Komitee ist das Magyar Olimpiai Bizottság. 1984 beteiligte sich Ungarn am Boykott der Olympischen Sommerspiele.

## Austragungen
Ungarn trug bis jetzt keine Olympischen Spiele aus und ist damit das nichtaustragende Land mit den meisten Medaillen.

## Medaillengewinner
| Olympische Medaillengewinner aus Ungarn | Olympische Medaillengewinner aus Ungarn | Olympische Medaillengewinner aus Ungarn | Olympische Medaillengewinner aus Ungarn |
| Bewerb                                  | Gold                                    | Silber                                  | Bronze                                  |
| --------------------------------------- | --------------------------------------- | --------------------------------------- | --------------------------------------- |
| Olympische Sommerspiele                 | 175                                     | 147                                     | 169                                     |
| Olympische Winterspiele                 | 2                                       | 2                                       | 6                                       |
| Sommer-Paralympics                      | 30                                      | 48                                      | 61                                      |
| Winter-Paralympics                      | –                                       | –                                       | –                                       |
| Olympische Jugendspiele                 | 12                                      | 13                                      | 17                                      |
| Gesamt                                  | 219                                     | 210                                     | 253                                     |

Ungarn gewann bei den Olympischen Sommerspielen 1952 mit 42 bzw. bei den Olympischen Winterspielen 1932, 1936, 1948, 1952, 1956 und 1980 mit einer die meisten Medaillen. Bei den Olympischen Sommerspielen 1936 und 1952 erreichte Ungarn den dritten Rang sowie bei den Olympischen Winterspielen 1932 und 1936 den zehnten Rang der teilnehmenden Nationen.
Gesamt nimmt Ungarn – gemessen an der Anzahl der Medaillen – bei Olympischen Sommerspielen den achten Rang und bei Olympischen Winterspielen den 39. Rang ein. Nach Finnland gewann Ungarn die meisten Medaillen pro Einwohner.